# Råbylille
Råbylille er en bebyggelse i Elmelunde Sogn på Møn beliggende ca. 2 kilometer sydvest for Elmelunde.
Råbylille omtales 1485. Landsbyen udskiftedes i 1771.
Landsbyen har flere stråtækte huse fra 1700-tallet. Syd for Råbylille ligger Råbylille Strand.